# Ronnie Arias
Horacio Jorge Arias (Buenos Aires, 10 de enero de 1962), más conocido como Ronnie Arias, es un guionista, actor y conductor de radio y televisión argentino. Forma parte de Perros de la calle en Urbana Play y conduce el podcast BB y Ronnie.

## Datos biográficos
En su acta de nacimiento, su madre lo anotó como «Ronnie Arias», pero en su DNI tuvo que ser anotado como Horacio Jorge Arias.[cita requerida] Su padre biológico ―productor de teatro independiente y sobrino del actor y cómico Pepe Arias― falleció joven, cuando él tenía cuatro años de edad. Su padre adoptivo es maestro mayor de obra, refacciona automóviles de colección y es músico de jazz.
Arias se crio en una casa en un pasaje de Villa del Parque, donde todavía viven sus padres.
Desde niño tenía la ilusión de ser un artista, como su tío abuelo paterno Pepe Arias (con quien tiene un gran parecido), por lo que su madre lo llevaba a los cástings de televisión. Es fanático de las figuritas.
En 1975 ganó un reloj como premio por completar el álbum de Caperucita Roja (y en 1998 completó el álbum de La Sirenita).

Ronnie Arias: Mi vieja, que quedó viuda a los 23, trabajaba en un banco y vivíamos con lo justo. Pero el día que cobraba la pensión de mi papá era una fiesta: esa noche comíamos sandwichitos de miga con sevenáp. Esa era nuestra fiesta. [...] Fuimos muy pobres hasta que mi mamá se enamoró de mi papá elegido: lo conoció a los 27 y lo terminó de seducir a los 28... Un santo. Imaginate: le llega una mina con cinco hijos y encima uno de ellos se mea en la cama. [...] Me hice pis hasta poco antes de irme de mi casa, a los 16. Soy de esos a los que le ponían el nailon entre el colchón y la sábana, un desastre. A veces pienso que me meaba encima porque era un chico muy cerrado, con una hipersensibilidad. Era el diferente en medio de ese grupo femenino que me rodeaba. Hasta que mi vieja se volvió a casar, en casa éramos: ella, mi abuela [Alicia], mi tía Susy, mi tía Carmen, cuatro hermanas y yo. Parecía La casa de Bernarda Alba.

Periodista: ¿Y vos qué personaje eras?

Ronnie Arias: ¡La que se quería escapar! Era Estela Molly en la versión de María Rosa Gallo en el teatro San Martín.
Ronnie Arias, entrevista en el periódico Clarín (11 de octubre de 2008)

No terminó la escuela secundaria, y a los 16 años de edad se fue de su casa para siempre. A los 19 años hizo la colimba en la Escuela de Suboficiales Sargento Cabral.[cita requerida]

Una vez que me fui de casa tuve una etapa convulsionada, una época de reviente y búsquedas, sobreviví a los años ochenta y en los años noventa me empecé a reconstruir, pedacito por pedacito. Y creo que ahí me di cuenta que servía para algo. Tenía 30 años y descubrí un mundo afectivo: digamos que de grande aprendí a pedir perdón y a decir te quiero.
Ronnie Arias, entrevista en el periódico Clarín (11 de octubre de 2008)

Se le diagnosticó cáncer de laringe, que comenzó con una disfonía intermitente. Los resultados de la segunda biopsia dieron positivo para cáncer. Tras iniciar el tratamiento radioterápico correspondiente, en el 2019 recibió el alta definitivo.

## Trayectoria
Empezó a trabajar como fotógrafo en la revista Venus; estudió cine, periodismo, probó la carrera de actor, hizo teatro under (integró el grupo vanguardista «Peinados Yoli»), comedia musical y trabajó como travesti, hasta que empezó a trabajar en Radio Uno. Fue productor de televisión, notero, guionista, recorrió el mundo.
Trabajó en producción y escribió guiones. Fue coautor y puestista de varias obras con el controvertido actor Fernando Peña: Esquizopeña, My name is Albert, Intimidad rioplantense y El niño muerto).[cita requerida]
Fue productor de juegos para los programas de televisión de Susana Giménez. Trabajó en Jugate conmigo, escribió para el actor y comediante Antonio Gasalla, y trabajó junto a la productora Cris Morena.[cita requerida]
En el 2002 se hizo famoso como atrevido notero en el programa Kaos en la ciudad, conducido por Juan Castro, donde recorría las calles porteñas con una mirada completamente audaz.[cita requerida]
En Conecta2, el magazín que conducía junto a la modelo Dolores Barreiro, se abrió fronteras y mostró su frescura en los encuentros que tenía con celebridades de todo el mundo.[cita requerida]
Después de una breve participación en Amor mío, tuvo su programa propio en TV: Ojo con el ojo.[cita requerida]
En el 2004 condujo el ciclo de entretenimientos Mentime que me gusta, por Canal 13. Ese año también hizo ochenta capítulos (en vivo) en el programa de televisión Nos pierde la fama (por canal Cuatro, de Madrid), conducido por Nuria Roca, donde entrevistó a Penélope Cruz, Salma Hayek, Bruce Willis, Tom Hanks, Paris Hilton.
En el 2007 se incorporó a la tercera temporada del programa de televisión La liga, de investigación periodística.
Desde marzo del 2008 ―tras la muerte de Jorge Guinzburg― fue coconductor del programa Mañanas informales (por Canal 13) junto con Ernestina Pais, y de Hasta que la muerte nos separe (por el canal Cosmopolitan).
Trabajó en la telenovela Floricienta, en el canal E! Entertainment y en la Rock & Pop. Desde abril de 2009 conduce el reality Once chicas y un hombre perfecto (sobre la conquista femenina), que se transmite por el canal Cosmopolitan TV.[cita requerida]
En el 2010 se puso al frente del programa radial Sarasa por la emisora porteña La 100 (99.9 MHz) por las tardes junto con la humorista Malena Guinzburg y la locutora Alejandra Salas.
Es amigo de Bebe Sanzo, con quien compartió distintos proyectos de radio, televisión y podcast.[cita requerida]

## Televisión

### Telefe
- Supermatch
- La Liga
- Amor mío
- Casados con hijos
- Pasado de copas, Drunk History

### eltrece
- Kaos en la Ciudad
- Mentime que me gusta
- Floricienta
- Conecta2
- Mañanas informales
- Especial de Dos más dos
- El Artista del Año
- Bailando
- Poco correctos

### América TV
- Ojo con el ojo
- Antes que sea tarde
- Desayuno americano

### Cosmopolitan TV
- Cómo conquistar a un hombre en diez días o no
- ¿Hasta que la muerte nos separe?

### elnueve
- El show del problema

### Televisión pública
- Cocinate

### SAETA TV
- MasterChef

## Radio
Radio Uno
NRG 101.1
- Hi Ronnie

Metro 95.1
- What is love?
- Dial up

Rock & Pop
- Top Show

La 100
- Sarasa

Urbana Play
- Perros de la calle

Pop 101.5
- Sanata

### Cine
- Back to the Siam (2013) como él mismo (cameo)
- Baldío (2019)

## Vida privada
Fue amante de una amiga de su madre durante tres años, entre 1982 y 1985. Estuvo seis años en pareja con Horacio X. («un millonario, [que] cuando me dejó por otro más joven, me tuve que ir a vivir solo a un departamento que no tenía nada más que agua y teléfono»), tres años con Shelly X. (varias veces estuvo en pareja con mujeres), y convive con Pablo X. desde 1996.

De chico odiaba el arroz con huevo frito que hacía mi vieja porque era casi lo único que había. Pero hace unos años, en casa empecé a prepararlo. Se me volvió un plato elegido.
Ronnie Arias (entrevista, 2008)